# Жажда за мъст
Жажда за мъст (на испански: Sed de venganza) е американска теленовела, написана от Ерик Вон и продуцирана от Телемундо Глобал Студиос за Телемундо през 2024 г. Базиран е на колумбийската теленовела Чиста кръв от 2007 г., създадена от Маурисио Навас, Кончита Руис и Таня Карденас.
В главните роли са Данило Карера, Исабела Кастийо и Алекса Мартин.

## Актьори
- Данило Карера – Франсиско
- Исабела Кастийо – Фернанда Риос[3]
- Алекса Мартин – Елиза
- Саул Лисасо – Алфредо
- Диего Оливера – Еухенио Белтран[4]
- Карлос Торес – Габриел[4]
- Себастиан Карвахал – Марсело
- Роберто Романо – Алонсо
- Родолфо Салас – Роберто Леон[5]
- Мария Хосе Камачо – Ана
- Хавиер Понсе – Себастиан
- Фефи Оливейра – Бренда
- Роберта Бърнс – Таня
- Умберто Буа – Фермин
- Мария Лаура Кинтеро – Ерика
- Сандра Ицел – Патрисия Флорес
- Клаудия Койра – Клаудия
- Мария Евгения Арболеда – Мирна
- Даниела Мартинес

## Премиера
Премиерата на „Жажда за мъст“ е на 2024 г. по Телемундо.
| Година | Излъчване              | Брой епизоди | Премиера         | Премиера         | Финал | Финал            |
| Година | Излъчване              | Брой епизоди | Дата             | Зрители (в млн.) | Дата  | Зрители (в млн.) |
| ------ | ---------------------- | ------------ | ---------------- | ---------------- | ----- | ---------------- |
| 2024   | понеделник-петък 21:00 |              | 15 октомври 2024 |                  |       |                  |

## Продукция
На 2 май 2024 г. Телемундо обяви Жажда за мъст с Данило Карера и Исабела Кастийо в главните роли. Седмица по-късно Телемундо пусна тийзър трейлър за теленовелата. Снимките започнаха на 3 юни 2024 г.

## Версии
- Чиста кръв, колумбийска теленовела от 2007-2008 г., произведени от колумбийския канал РЦН Телевисион, с участието на Рафаел Новоа, Марсела Мар, Кати Саенс и Пепе Санчес.
- Утре и завинаги, мексиканска теленовела от 2008-2009 г., произведени от компанията Телевиса, с участието на Силвия Наваро, Фернандо Колунга, Лусеро, Серхио Сендел и Ерика Буенфил.